# Giuliano Nostini
Giuliano Nostini, född 3 oktober 1912 i Rom, död 16 augusti 1983 i Bressanone, var en italiensk fäktare.
Nostini blev olympisk silvermedaljör i florett vid sommarspelen 1948 i London.